# Robert Joseph Baker

Bischofswappen von Robert Joseph Baker

Robert Joseph Baker (* 4. Juni 1944 in Willard, Ohio) ist ein US-amerikanischer Geistlicher und emeritierter römisch-katholischer Bischof von Birmingham.

## Leben
Der Bischof von Saint Augustine, Paul Francis Tanner, weihte ihn am 21. März 1970 zum Priester.
Papst Johannes Paul II. ernannte ihn am 12. Juli 1999 zum Bischof von Charleston. Der Erzbischof von Atlanta, John Francis Donoghue, spendete ihm am 29. September desselben Jahres die Bischofsweihe; Mitkonsekratoren waren Gabriel Montalvo Higuera, Apostolischer Nuntius in den Vereinigten Staaten von Amerika, und John Joseph Snyder, Bischof von Saint Augustine.
Am 14. August 2007 wurde er zum Bischof von Birmingham, Alabama ernannt und am 2. Oktober desselben Jahres in das Amt eingeführt.
Am 25. März 2020 nahm Papst Franziskus das von Robert Joseph Baker aus Altersgründen vorgebrachte Rücktrittsgesuch an.